# Leprea ceratobranchia
Leprea ceratobranchia är en ringmaskart som beskrevs av Maurice Caullery 1944. Leprea ceratobranchia ingår i släktet Leprea och familjen Terebellidae. Inga underarter finns listade i Catalogue of Life.